# Super sentai
Les séries Super sentai (スーパー戦隊シリーズ, Sūpā Sentai Shirīzu), souvent abrégé en sentai, sont un ensemble de séries télévisées japonaises. Avec les séries Kamen Rider, Metal Hero et Ultraman, elles forment la base des séries japonaises de super-héros. 
Leurs codes stricts, particulièrement reconnaissables, en font un genre à part entière.

## Origines
Le mot sentai est formé des kanjis « combat » (戦, sen) et « escadron » (隊, tai) ; il signifie donc littéralement « escadron de combat » nom donné pendant la seconde guerre mondiale aux escadrons de combat de l'aviation japonaise. 
La première série, Goranger, est créée en 1975 par Shotaro Ishinomori (1938-1998), auteur de nombreux mangas et tokusatsus (Kamen Rider, Cyborg 009). Ishinomori développe la série dans son intégralité, scénario et design, mais paradoxalement n’en écrit aucun script. Goranger connaîtra un très grand succès.
Mais en 1977, après le lancement de la deuxième série, JAKQ, qui sera elle un échec, Ishinomori abandonne le genre.
Bien qu'elles posent les bases du genre, ces deux séries ne sont pas à l'époque des Super sentai, la franchise en question n'existant pas encore.
En 1979, Battle Fever J naît d'une collaboration entre la Toei et Marvel, qui souhaitent réitérer le succès de leur précédente collaboration, une adaptation japonaise de Spider-Man. La franchise Super Sentai Series, dont Battle Fever J est la première série, est créée pour l'occasion. À partir de ce moment-là, une nouvelle série sera créée chaque année pour succéder à la précédente, et ce bien que Marvel ait depuis longtemps quitté le navire.
En 1995, soit vingt ans après la création de Goranger, la Toei annonce que Goranger et JAKQ font désormais officiellement partie des Super Sentai Series

## Caractéristiques

### Aspects scénaristiques
Chaque série met en scène un groupe de héros en costumes colorés qui luttent contre les forces du mal pour sauver la Terre. Chaque costume, ou combat suit, diffère de par sa couleur (rouge, bleu, jaune, noir, rose, vert, blanc, etc.), et présente quelques légères variations, présentant sous forme stylisée sur le casque ou le costume l’emblème de l'entité protégeant le héros. Dans la plupart des séries, trois couleurs reviennent en permanence : le rouge, le bleu et le jaune. Si les couleurs des différents guerriers peuvent varier d'une série à l'autre, la couleur du leader de l'équipe est très souvent le rouge, ou le blanc bien plus rarement. Néanmoins, le jaune était absent dans certaines séries comme Battle Fever J et Changeman ; on considère alors que le rouge et le bleu sont les seules couleurs présentes dans toutes les séries. Un nouveau héros peut venir rejoindre les premiers en cours de série. Les héros sont généralement soutenus par un mentor, qui sera selon les cas un maître d'arts martiaux, un professeur, ou un scientifique qui leur fournit des conseils, de nouvelles armes ou de nouveaux véhicules. 
Les membres du groupe sont généralement cinq : le choix de ce nombre est dû au fait que la civilisation asiatique reconnaît cinq éléments (dans certaines parties d'Asie : métal, bois, eau, feu, terre), et non quatre (terre, eau, air, feu) comme la civilisation occidentale.
Ils sont dotés de pouvoir surhumains qu'ils ont en commun ou individuellement. La source de leurs pouvoirs (surnaturelle ou technologique) et l'origine de leurs ennemis changent avec chaque série, et on remarque une certaine alternance entre les séries à thème surnaturel et les séries à thème technologique. Certaines séries présentent des héros pratiquant un art martial différent l'un de l'autre et utilisant souvent différentes armes.
Depuis Battle Fever J, chaque série comporte environ une cinquantaine d'épisodes. Un épisode classique se déroule ainsi : un des héros se retrouve confronté à un problème (généralement personnifié par le monstre de l'épisode, et ses caractéristiques propres), mais grâce à ses qualités (ou parfois malgré ses défauts), il vient à bout de ce défi ce qui lui permet de battre le monstre. Une fois détruit, le monstre renaît sous la forme d'un avatar gigantesque que les héros affrontent à bord de leur robot géant. L'épisode se termine en montrant que le héros en question a tiré une leçon de son aventure.
Cette structure de base permet de s'intéresser à tous les personnages (chacun des héros ayant plusieurs épisodes qui lui sont consacrés), et également de montrer l'évolution de ceux-ci. Par ailleurs, tous les épisodes ne sont pas centrés sur un seul des héros, et chaque série a son lot d'« épisodes en équipe ».
Outre ces épisodes indépendants, une série sentai possède son lot d'épisodes servant à faire évoluer l'histoire générale. On peut ainsi distinguer :
- Le début : Le premier épisode montre généralement comment les personnages deviennent des guerriers, alors que le deuxième traite de la difficulté à travailler en équipe. Parfois, le début s'étend en longueur, les héros n'obtenant certaines armes ou leur robot géant qu'au bout d'un certain nombre d'épisodes (par exemple Dairanger et Ohranger). Les épisodes qui suivent servent en général à introduire les personnalités des héros.
- Le premier évènement : Généralement autour de l'épisode 19. La situation change quelque peu ; un nouvel ennemi arrive (Salomé dans Battle Fever J), ou un nouveau héros (Dragon Ranger dans Zyuranger), ou on en apprend plus sur les méchants (Docteur Mad dans Bioman). Les épisodes qui suivent vont en général tirer parti de cette nouvelle situation.
- Le tournant de la série : Autour de l'épisode 31. C'est là que sont faites les plus importantes révélations de l'histoire (Jetman, Magiranger), que les premiers généraux ennemis sont vaincus (Turboranger), ou qu'un nouveau robot arrive (Liveman, Bôkenger). En général, toutes les questions trouvent à ce moment-là leurs réponses, mais la situation n'en est pas dénouée pour autant. Pour apaiser les tensions, l'épisode qui suit immédiatement le tournant ne fait en général pas mention des évènements de celui-ci.
- La fin : Les trois à cinq derniers épisodes. Après un épisode éventuellement humoristique, les généraux ennemis restants sont détruits un par un et les dernières intrigues se dénouent. Le dernier épisode est consacré à la destruction du chef des méchants, suivie d'un court épilogue.

### Codes et conventions
Des effets spéciaux bon marché mais efficaces, des épisodes « tournés-montés », contribuent à un rendement record pour une série de science-fiction, avec une moyenne de 50 épisodes par an pour un coût minimum, amorti entre autres par les ventes de jouets, invariablement fabriqués par l'entreprise Bandai. Certaines séquences sont en outre rentabilisées au maximum, puisque rediffusées dans chaque épisode : il s'agit de la transformation des héros qui revêtent leur combat suit, ou l'assemblage du robot géant avant d'affronter le monstre de l'épisode du jour, par exemple. Le sentaï étant un genre particulièrement codifié, ces séquences, passages obligés, sont attendues par les téléspectateurs qui ont intégré ces codes et connaissent par expérience le schéma traditionnel d'un épisode. 
L'attrait pour le sentaï est généralement dû aux combats d'arts martiaux et aux armes sophistiquées, sans oublier le traditionnel robot géant.
Au cours de la série, les héros acquièrent de nouvelles armes, de nouvelles techniques, de nouveaux robots, et sont parfois rejoints par un (voire plusieurs) nouveau(x) héros. Au fil des années, on remarque une nette surenchère dans le nombre de héros, de robots et autres gadgets dans une même série.
Si certains éléments sont ajoutés série après série (le robot qui s'assemble, le sixième héros, etc), certains sont parfois oubliés quelque temps avant d'être repris, permettant ainsi une grande diversité malgré une idée de fond restant toujours la même : la lutte du bien contre le mal. Le super sentai est toutefois loin d'être manichéen, en général au moins un méchant se révèle moins méchant que prévu, certains personnages peuvent après une prise de conscience, changer de camp, et certaines intrigues sont parfois prétextes à un développement scénaristique complexe. En outre, un autre élément commun à toutes les séries sentaï est la mise en avant de valeurs positives : l'altruisme, l'amitié, l'amour, la solidarité, l'entraide, le courage, la vaillance, le dépassement de soi... 
Mais les séries sentaï se prennent rarement au sérieux pour autant. Conscient de sa nature très codifiée destinée à plaire au jeune public japonais ainsi qu'à certains adultes amateurs du genre, il n'hésite pas à inclure de nombreux éléments volontairement comiques (certains personnages, situations ou monstres), voire carrément ridicules.

## Exportation

### Tel quel, sans modifications

#### En France
Le sentaï apparaît pour la première fois en France en 1985 avec Bioman, sur la chaîne Canal+. Cette chaîne diffusera cette série le samedi à 12 h 30, dans l'une de ses cases-horaires « en clair », ne nécessitant pas d'abonnement. C'est alors le succès.
En 1987, Bioman est rediffusé sur TF1 dans le Club Dorothée. C'est là encore le succès, si bien que six autres séries seront importées et diffusées : Flashman, Maskman, Liveman, Turboranger, Fiveman et Jetman. Pour capitaliser sur le succès de Bioman, Maskman et Liveman sont même affublées des épithètes Bioman 2 et Bioman 3. Cependant, même si le jeune public reste demandeur, le « phénomène Bioman » est passé, et ces séries suivantes se feront plus discrètes, les séries après Liveman, Turbo Rangers ou encore Jetman n'étant même jamais diffusées en intégralité.

#### En Corée du Sud
Un an après la diffusion de Dai Sentaï Goggle Five au Japon, cette saison sera la première à être diffusée et doublée en coréen, sous le nom de Jigu Tuekgongdae Goggle Five (Commando de la Terre Goggle Five), et ce sera la seule jusqu'aux années 1990 où Choudenshi Bioman, Dengeki Sentaï Changeman, Hikari Sentai Maskman et Chōjū Sentai Liveman seront diffusés. Quelques années plus tard, c'est Power Rangers : Force animale qui sera diffusé en Corée du Sud, puis plus aucune saison de Super Sentai ou de Power Rangers n'a été diffusé jusqu'à l'été 2004. À partir de là, chaque année une saison de Super Sentai est diffusée en Corée du Sud. Les saisons qui ont été diffusées depuis sont Bakuryū Sentai Abaranger, Tokusō Sentaï Dekaranger, Mahō Sentai Magiranger, GoGo Sentai Bōkenger, Juken Sentai Gekiranger, Engine Sentai Go-onger, Hyakujū Sentai Gaoranger (alors qu'ils avaient déjà diffusé Power Rangers : Force animale), Tensō Sentai Goseiger et Kaizoku Sentai Gokaiger, mais rebaptisé avec le titre Power Rangers, ces saisons sont donc devenu en Corée du Sud : Power Rangers Dino Thunder, Power Rangers S.P.D., Power Rangers Magic Force, Power Rangers Treasure Force, Power Rangers Wild Spirits, Power Rangers Engine Force, Power Rangers Jungle Force, Power Rangers Miracle Force et Power Rangers Captain Force. Pour Kaizoku Sentai Gokaiger, diffusé en Corée du Sud sous le nom de Power Rangers Captain Force, toutes les saisons de Super Sentai, non-diffusées en Corée du Sud sous le titre de Power Rangers, ont été rebaptisées pour la Corée du Sud, ce qui donne :
- Goranger > Five Rangers
- J.A.K.Q. >  Jakq
- Battle Fever J > Battle Fever J
- Denziman > Power Rangers Power Man
- Sun Vulcan > Power Rangers Sun Vulcan
- Goggle Five > Power Rangers : Goggle Five
- Dynaman > Power Rangers Dyna Man
- Bioman > Power Rangers Bio Man
- Changeman > Power Rangers Change Man
- Flashman > Power Rangers Flash Man
- Maskman > Power Rangers Mask Man
- Liveman > Power Rangers Live Man
- Turboranger > Power Rangers Turbo Rangers
- Fiveman > Power Rangers Five Man
- Jetman > Power Rangers Jet Man
- Zyuranger > Power Rangers Mighty Morphin
- Dairanger > Power Rangers Dai Rangers
- Kakuranger > Power Rangers Ninja Rangers
- Ohranger > Power Rangers Oh Rangers
- Carranger > Power Rangers Car Rangers
- Megaranger > Power Rangers Mega Rangers
- Gingaman > Power Rangers Galaxy Rangers
- GoGo V > Power Rangers GoGo V
- Timeranger > Power Rangers Time Rangers
- Hurricanger > Power Rangers Ninja Storm
- Shinkenger > Power Rangers Blade Force
- Goseiger > Power Rangers Miracle Force
- Gokaiger > Power Rangers Captain Force
- Go-Busters > Power Rangers Go-Busters
- Kyoryuger > Power Rangers Dino Force
- ToQger > Power Rangers Train Force
- Ninninger > Power Rangers Ninja Force
- Zyuohger > Power Rangers Animal Force
- Kyuranger > Power Rangers Galaxy Force
- Ryusoulger > Power Rangers Dino Soul
- Lupinranger VS Patranger > Power Rangers Lupin Force vs Patrol Force
- Zenkaiger > Power Rangers Zenkaiger
- Donbrothers > Power Rangers Donbrothers
- King-Ohger > Power Rangers Kingdom Force
- Boonboomger > Power Rangers Boonboom Force

#### Dans le reste du monde
À peu près à la même époque que Bioman en France, le sentaï est également exporté ailleurs dans le monde. Le Brésil importera Changeman et Flashman, alors que les Philippins doubleront Bioman en anglais et Maskman en tagalog. Liveman, Turboranger et Jetman seront diffusées en Espagne et au Portugal. Denziman et Goggle V seront diffusées en Italie. Quelques épisodes de Bioman et de Turboranger seront diffusés en Grèce.
De nos jours, le sentaï est surtout exporté dans les régions asiatiques, notamment la Corée, où il est diffusé sous le titre de Power Rangers. Il est également très importé en Amérique Latine très fan des séries Tokusatsu.

### Power Rangers, la version «américaine»
Vers 1992, l'homme d'affaires Haim Saban, cherche un nouveau moyen de gagner de l'argent pour peu de dépense et s’intéresse du coup aux « sentaï ». Il est cependant conscient du fait que les Américains auraient du mal à accepter un groupe de héros japonais. De même, certains épisodes pourraient susciter le rejet du public américain, les règles de bonne conduite régissant les programmes pour enfants étant différentes des règles en vigueur au Japon.
Saban décide donc, avec l'accord de la Toei, de n'utiliser que les scènes de combat en costume, les combats de robots géants et les scènes des méchants, et de retourner le reste avec des acteurs américains dans le rôle des héros. Ainsi, Kyōryū Sentai Zyuranger devient Mighty Morphin Power Rangers. Le résultat de cette hybridation donne un résultat assez curieux : des séquences d'action d'origine alternent ainsi avec des scènes de comédie souvent grotesques rappelant parfois la série Parker Lewis ne perd jamais. 
Le succès considérable de cette nouvelle version est à l’origine de la création de bon nombre d’entreprises dont la chaîne de télévision américaine Fox Kids.

## Liste des séries
| Numéro de production   | Titre original (et Hepburn)                                                                                | Romanisation officielle                               | Traduction française                                                      | Nombre d’épisodes     | Année                 |                       |
| Séries de l'ère Shōwa  | Séries de l'ère Shōwa                                                                                      | Séries de l'ère Shōwa                                 | Séries de l'ère Shōwa                                                     | Séries de l'ère Shōwa | Séries de l'ère Shōwa | Séries de l'ère Shōwa |
| ---------------------- | --- | ----------------------------------------------------- | ------------------------------------------------------------------------- | --------------------- | --------------------- | --------------------- |
| 01                     | 秘密戦隊ゴレンジャー Himitsu Sentai Gorenjā                                                                | Himitsu Sentai Goranger                               | Go Rangers, l'escadron secret                                             | 84 de 25 minutes      | 1975                  |                       |
| 02                     | ジャッカー電撃隊 Jakkā Dengekitai                                                                          | JAKQ Dengekitai                                       | JAKQ, l'escadron d'électro-choc                                           | 35 de 25 minutes      | 1977                  |                       |
| 03                     | バトルフィーバーＪ Batoru Fībā Jei                                                                         | Battle Fever J                                        | Fièvre de bataille J                                                      | 52 de 25 minutes      | 1979                  |                       |
| 04                     | 電子戦隊デンジマン Denshi Sentai Denjiman                                                                  | Denshi Sentai Denziman                                | Denziman, l'escadron électronique                                         | 51 de 30 minutes      | 1980                  |                       |
| 05                     | 太陽戦隊サンバルカン Taiyō Sentai San Barukan                                                              | Taiyō Sentai Sun Vulcan                               | Sun Vulcan, l'escadron solaire                                            | 50 de 25 minutes      | 1981                  |                       |
| 06                     | 大戦隊ゴーグルファイブ Dai Sentai Gōguru Faibu                                                             | Dai Sentai Goggle V                                   | Goggle V, le grand escadron                                               | 50 de 30 minutes      | 1982                  |                       |
| 07                     | 科学戦隊ダイナマン Kagaku Sentai Dainaman                                                                  | Kagaku Sentai Dynaman                                 | Dynaman, l'escadron scientifique                                          | 51 de 30/25 minutes   | 1983                  |                       |
| 08                     | 超電子バイオマン Chōdenshi Baioman                                                                         | Chōdenshi Bioman                                      | Super-électron Bioman                                                     | 51 de 20 minutes      | 1984                  |                       |
| 09                     | 電撃戦隊チェンジマン Dengeki Sentai Chenjiman                                                              | Dengeki Sentai Changeman                              | Changeman, l'escadron de la guerre-éclair                                 | 55 de 20 minutes      | 1985                  |                       |
| 10                     | 超新星フラッシュマン Chōshinsei Furasshuman                                                                | Chōshinsei Flashman                                   | Supernova Flashman                                                        | 50 de 20 minutes      | 1986                  |                       |
| 11                     | 光戦隊マスクマン Hikari Sentai Masukuman                                                                   | Hikari Sentai Maskman                                 | Maskman, l'escadron de la lumière                                         | 51 de 30 minutes      | 1987                  |                       |
| 12                     | 超獣戦隊ライブマン Chōjū Sentai Raibuman                                                                   | Chōjū Sentai Liveman                                  | Liveman, l'escadron des super-animaux                                     | 49 de 30 minutes      | 1988                  |                       |
| Séries de l'ère Heisei | |                                                       |                                                                           |                       |                       |                       |
| 13                     | 高速戦隊ターボレンジャー Kōsoku Sentai Tāborenjā                                                           | Kōsoku Sentai Turboranger                             | Turbo Rangers, l'escadron à grande vitesse                                | 50 de 30 minutes      | 1989                  |                       |
| 14                     | 地球戦隊ファイブマン Chikyū Sentai Faibuman                                                                | Chikyū Sentai Fiveman                                 | Fiveman, l'escadron terrien                                               | 48 de 30 minutes      | 1990                  |                       |
| 15                     | 鳥人戦隊ジェットマン Chōjin Sentai Jettoman                                                                | Chōjin Sentai Jetman                                  | Jetman, l'escadron des hommes-oiseaux                                     | 51 de 20 minutes      | 1991                  |                       |
| 16                     | 恐竜戦隊ジュウレンジャー Kyōryū Sentai Jūrenjā                                                             | Kyōryū Sentai Zyuranger                               | Zyu Rangers, l'escadron des dinosaures                                    | 50 de 20 minutes      | 1992                  |                       |
| 17                     | 五星戦隊ダイレンジャー Gosei Sentai Dairenjā                                                               | Gosei Sentai Dairanger                                | Dai Rangers, l'escadron des cinq étoiles                                  | 50 de 25 minutes      | 1993                  |                       |
| 18                     | 忍者戦隊カクレンジャー Ninja Sentai Kakurenjā                                                              | Ninja Sentai Kakuranger                               | Kaku Rangers, l'escadron des ninjas                                       | 53 de 25 minutes      | 1994                  |                       |
| 19                     | 超力戦隊オーレンジャー Chōriki Sentai Ōrenjā                                                               | Chōriki Sentai Ohranger                               | Oh-Rangers, l'escadron au grand pouvoir                                   | 48 de 20 minutes      | 1995                  |                       |
| 20                     | 激走戦隊カーレンジャー Gekisō Sentai Kārenjā                                                               | Gekisō Sentai Carranger                               | Car Rangers, l'escadron de la course                                      | 48 de 25 minutes      | 1996                  |                       |
| 21                     | 電磁戦隊メガレンジャー Denji Sentai Megarenjā                                                              | Denji Sentai Megaranger                               | Mega Rangers, l'escadron électromagnétique                                | 51 de 25 minutes      | 1997                  |                       |
| 22                     | 星獣戦隊ギンガマン Seijū Sentai Gingaman                                                                   | Seijū Sentai Gingaman                                 | Gingaman, l'escadron des animaux stellaires                               | 50 de 25 minutes      | 1998                  |                       |
| 23                     | 救急戦隊ゴーゴーファイブ Kyūkyū Sentai Gōgō Faibu                                                          | Kyūkyū Sentai GoGo Five                               | Gôgô Five, l'escadron des premiers secours                                | 50 de 25 minutes      | 1999                  |                       |
| 24                     | 未来戦隊タイムレンジャー Mirai Sentai Taimurenjā                                                           | Mirai Sentai Timeranger                               | Time Rangers, l'escadron du futur                                         | 51 de 25 minutes      | 2000                  |                       |
| 25                     | 百獣戦隊ガオレンジャー Hyakujū Sentai Gaorenjā                                                             | Hyakujū Sentai Gaoranger                              | Gao Rangers, l'escadron des cent animaux                                  | 51 de 25 minutes      | 2001                  |                       |
| 26                     | 忍風戦隊ハリケンジャー Ninpū Sentai Harikenjā                                                              | Ninpū Sentai Hurricaneger                             | Hurricanegers, l'escadron du vent furtif                                  | 51 de 25 minutes      | 2002                  |                       |
| 27                     | 爆竜戦隊アバレンジャー Bakuryū Sentai Abarenjā                                                             | Bakuryū Sentai Abaranger                              | Aba Rangers, l'escadron des explosaures                                   | 50 de 25 minutes      | 2003                  |                       |
| 28                     | 特捜戦隊デカレンジャー Tokusō Sentai Dekarenjā                                                             | Tokusō Sentai Dekaranger                              | Deka Rangers, l'escadron d'enquêtes spéciales                             | 50 de 30 minutes      | 2004                  |                       |
| 29                     | 魔法戦隊マジレンジャー Mahō Sentai Majirenjā                                                               | Mahō Sentai Magiranger                                | Magi Rangers, l'escadron magique                                          | 49 de 25 minutes      | 2005                  |                       |
| 30                     | 轟轟戦隊ボウケンジャー Gōgō Sentai Bōkenjā                                                                 | GoGo Sentai Bōkenger                                  | Bôkengers, l'escadron vrombissant                                         | 49 de 25 minutes      | 2006                  |                       |
| 31                     | 獣拳戦隊ゲキレンジャー Jūken Sentai Gekirenjā                                                              | Juken Sentai Gekiranger                               | Geki Rangers, l'escadron du kenpō animal                                  | 49 de 25 minutes      | 2007                  |                       |
| 32                     | 炎神戦隊ゴーオンジャー Enjin Sentai Gōonjā                                                                 | Engine Sentai Go-onger                                | Go-ongers, l'escadron motorisé                                            | 50 de 25 minutes      | 2008                  |                       |
| 33                     | 侍戦隊シンケンジャー Samurai Sentai Shinkenjā                                                              | Samurai Sentai Shinkenger                             | Shinkengers, l'escadron des samouraïs                                     | 49 de 25 minutes      | 2009                  |                       |
| 34                     | 天装戦隊ゴセイジャー Tensō Sentai Goseijā                                                                  | Tensō Sentai Goseiger                                 | Goseigers, l'escadron des cieux                                           | 50 de 25 minutes      | 2010                  |                       |
| 35                     | 海賊戦隊ゴーカイジャー Kaizoku Sentai Gōkaijā                                                              | Kaizoku Sentai Gokaiger                               | Gokaigers, l'escadron des pirates                                         | 51 de 25 minutes      | 2011                  |                       |
| 36                     | 特命戦隊ゴーバスターズ Tokumei Sentai Gō-Basutāzu                                                          | Tokumei Sentai Go-Busters                             | Go-Busters, l'escadron en mission                                         | 50 de 25 minutes      | 2012                  |                       |
| 37                     | 獣電戦隊キョウリュウジャー Jūden Sentai Kyōryūjā                                                           | Zyuden Sentai Kyoryuger                               | Kyoryugers, l'escadron des bêtes électriques                              | 48 de 25 minutes      | 2013                  |                       |
| 38                     | 烈車戦隊トッキュウジャー Ressha Sentai Tokkyūjā                                                            | Ressha Sentai Toqger                                  | Toqgers, l'escadron des trains                                            | 47 de 25 minutes      | 2014                  |                       |
| 39                     | 手裏剣戦隊ニンニンジャー Shuriken Sentai Ninninjā                                                          | Shuriken Sentai Ninninger                             | Ninningers, l'escadron des shurikens                                      | 47 de 24-25 minutes   | 2015                  |                       |
| 40                     | 動物戦隊ジュウオウジャー Dōbutsu Sentai Jūōjā                                                              | Dōbutsu Sentai Zyuohger                               | Zyuohgers, l'escadron des animaux                                         | 48 de 25 minutes      | 2016                  |                       |
| 41                     | 宇宙戦隊キュウレンジャー Uchū Sentai Kyūrenjā                                                              | Uchū Sentai Kyūranger                                 | Kyû Rangers, l'escadron de l'espace                                       | 48 de 25 minutes      | 2017                  |                       |
| 42                     | 快盗戦隊ルパンレンジャーVS警察戦隊パトレンジャー Kaitō Sentai Rupanrenjā bui esu Keisatsu Sentai Patorenjā | Kaitō Sentai Lupinranger VS Keisatsu Sentai Patranger | Lupinrangers l'escadron cambrioleur contre Patrangers l'escadron policier | 51 de 25 minutes      | 2018                  |                       |
| 43                     | 騎士竜戦隊リュウソウジャー Kishiryū Sentai Ryūsōjā                                                         | Kishiryū Sentai Ryusoulger                            | Ryusoulgers, l'escadron des chevaliers-dragons                            | 48 de 25 minutes      | 2019                  |                       |
| Séries de l'ère Reiwa  | |                                                       |                                                                           |                       |                       |                       |
| 44                     | 魔進戦隊キラメイジャー Mashin Sentai Kirameijā                                                             | Mashin Sentai Kiramager                               | Kiramagers, l'escadron des mages évolués                                  | 45 de 25 minutes      | 2020                  |                       |
| 45                     | 機界戦隊ゼンカイジャー Ki-kai Sentai Zenkaijā                                                              | Kikai Sentai Zenkaiger                                | Zenkaigers, l'escadron du monde des machines                              | 49 de 30 minutes      | 2021                  |                       |
| 46                     | 暴太郎戦隊ドンブラザーズ Abatarō Sentai Donburazāzu                                                        | Avatarō Sentai Donbrothers                            | Donbrothers, l'escadron des enfants violents                              | 50 de 30 minutes      | 2022                  |                       |
| 47                     | 王様戦隊キングオージャー Ō-sama Sentai Kingu-Ōjā                                                           | Ohsama Sentai King-Ohger                              | King-Ohgers, l'escadron royal                                             | 50 de 30 minutes      | 2023                  |                       |
| 48                     | 爆上戦隊ブンブンジャー Bakuage Sentai Bunbunjā                                                             | Bakuage Sentai Boonboomger                            | Boonboomgers, l'escadron de l'explosion bénie                             | 48 de 30 minutes      | 2024                  |                       |
| 49                     | ナンバーワン戦隊ゴジュウジャー Nanbā wan Sentai Gojūjā                                                     | No.1 Sentai Gozyuger                                  | Gozyugers, l'escadron numéro un                                           | ?? de 30 minutes      | 2025                  |                       |

## Adaptations cinématographiques
| Série        | Titre original | Traduction française                                                           | Durée   | Date de sortie |
| Gorenger     | 秘密戦隊ゴレンジャー Himitsu Sentai Gorenjā(Sorti avec Kamen Rider Stronger, le Film) | Gorenger, l'Escadron Secret, le Film (adaptation de l'épisode 6)               | 20 min. | 26 / 07 / 1975 |
| Gorenger     | 秘密戦隊ゴレンジャー 青い大要塞 Himitsu Sentai Gorenjā : Aoi daiyōsai | La Forteresse Bleue (adaptation de l'épisode 15)                               | 24 min. | 20 / 12 / 1975 |
| Gorenger     | 秘密戦隊ゴレンジャー 真赤な猛進撃! Himitsu Sentai Gorenjā : Makka na mōshingeki! | L'Attaque Fulgurante Écarlate (adaptation de l'épisode 36)                     | 25 min. | 20 / 03 / 1976 |
| Gorenger     | 秘密戦隊ゴレンジャー 爆弾ハリケーン! Himitsu Sentai Gorenjā : Bakudan harikēn! | La Bombe Hurricane                                                             | 20 min. | 18 / 07 / 1976 |
| Gorenger     | 秘密戦隊ゴレンジャー 火の山最後の大噴火 Himitsu Sentai Gorenjā : Hi no Yama Saigo no Daifunka | La Dernière Grande Éruption de la Montagne de Feu (adaptation de l'épisode 54) | 25 min. | 19 / 12 / 1976 |
| JAKQ         | ジャッカー電撃隊 Jakkā Dengekitai | JAKQ, l'Équipe d'Électrochoc, le Film (adaptation de l'épisode 7)              | 20 min. | 17 / 07 / 1977 |
| JAKQ         | ジャッカー電撃隊VSゴレンジャー Jakkā Dengekitai Tai Gorenjā | JAKQ, l'Équipe d'Électrochoc Contre Gorenger                                   | 24 min. | 18 / 07 / 1979 |
| Denziman     | 電子戦隊デンジマン Denshi Sentai Denjiman | Denziman, l'Escadron Électronique, le Film                                     | 45 min. | 12 / 07 / 1980 |
| SunVulcan    | 太陽戦隊サンバルカン Taiyō Sentai San barukan | SunVulcan, l'Escadron Solaire, le Film                                         | 28 min. | 18 / 07 / 1981 |
| Goggle-V     | 大戦隊ゴーグルファイブ Dai Sentai Gōguru-Faibu | Goggle-V, le Grand Escadron, le Film                                           | 28 min. | 13 / 03 / 1982 |
| Dynaman      | 科学戦隊ダイナマン Kagaku Sentai Dainaman | Dynaman, l'Escadron Scientifique, le Film (adapté ensuite pour l'épisode 32)   | 26 min. | 12 / 03 / 1983 |
| Bioman       | 超電子バイオマン Chōdenshi Baioman(Sorti avec Uchu Keiji Shaider, le Film) | Bioman, les Super-Électroniques, le Film                                       | 45 min. | 14 / 07 / 1984 |
| Changeman    | 電撃戦隊チェンジマン Dengeki Sentai Chenjiman | Changeman, l'Escadron d'Électrochoc, le Film                                   | 24 min. | 06 / 03 / 1985 |
| Changeman    | 電撃戦隊チェンジマン2 シャトルベース！危機一髪！ Dengeki Sentai Chenjiman Tsū : Shatorubēsu ! Kikiippatsu ! | Changeman 2 : Shuttlebase ! Moment Critique !                                  | 20 min. | 13 / 07 / 1985 |
| Flashman     | 超新星フラッシュマン Chōshinsei Furasshuman | Flashman, les Supernova, le Film                                               | 20 min. | 15 / 03 / 1986 |
| Flashman     | 超新星フラッシュマン 大逆転! タイタンボーイ Chōshinsei Furasshuman - Dai gyakuten! Taitanboi | Grand Renversement ! Titan Boy (adaptation des épisodes 15 à 18)               | 31 min. | 14 / 03 / 1987 |
| Maskman      | 光戦隊マスクマン Hikari Sentai Masukuman(Sorti avec Dragon Ball, le Film : La Princesse Dormant dans le Château du Démon, Saint Seiya, le Film et Choujinki Metalder, le Film) | Maskman, l'Escadron de Lumière, le Film                                        | 21 min. | 18 / 07 / 1987 |
| Turboranger  | 高速戦隊ターボレンジャー Kōsoku Sentai Tāborenjā | Turboranger, l'Escadron à Grande Vitesse, le Film                              | 25 min. | 18 / 03 / 1989 |
| Dairanger    | 五星戦隊ダイレンジャー Gosei Sentai Dairenjā(Sorti avec Kamen Rider ZO et Tokuso Robo Jumperson, le Film) | Dairanger, l'Escadron des Cinq Étoiles, le Film                                | 25 min. | 17 / 04 / 1993 |
| Kakuranger   | 忍者戦隊カクレンジャー Ninja Sentai Kakurenjā(Sorti avec Kamen Rider J et Blue Swat, le Film) | Kakuranger, l'Escadron Ninja, le Film                                          | 25 min. | 16 / 04 / 1994 |
| Kakuranger   | スーパー戦隊ワールド Sūpā Sentai Wārudo(Sorti avec Kamen Rider World et Toei Hero Daishugo) | World des Super Escadrons                                                      | 10 min  | 6 / 08 /1994   |
| Kakuranger   | 東映ヒーロー大集合 Tōei Hīrō Daishūgō(Sorti avec Kamen Rider World et Super Sentai World) | Grand Rassemblement des Héros de Toei                                          | 10 min  | 6 / 08 /1994   |
| Ohranger     | 超力戦隊オーレンジャー Chōriki Sentai Ōrenjā | Ohranger, l'Escadron des Super-Pouvoirs, le Film                               | 50 min. | 15 / 04 / 1995 |
| Gaoranger    | 百獣戦隊ガオレンジャー 火の山、吼える Hyakujū Sentai Gaorenjā - Hi no yama, hoeru! | La montagne de feu hurle !                                                     | 25 min. | 22 / 09 / 2001 |
| Hurricaneger | 忍風戦隊ハリケンジャー シュシュッと THE MOVIE Ninpū Sentai Harikenjā - Shushutto za mubī | A fond le film                                                                 | 25 min. | 17 / 08 / 2002 |
| Abaranger    | 爆竜戦隊アバレンジャー DELUXE アバレサマーはキンキン中! Bakuryū Sentai Abarenjā DELUXE - Abare Samā wa kinkin chō! | Abaranger DELUXE, l'été d'Abare sera froid !                                   | 30 min. | 16 / 08 / 2003 |
| Dekaranger   | 特捜戦隊デカレンジャー THE MOVIE フルブラスト・アクション Tokusō Sentai Dekarenjā za mubī, Full Blast Action | Dekaranger le film, Action sans retenue                                        | 39 min. | 11 / 09 / 2004 |
| Magiranger   | 魔法戦隊マジレンジャー THE MOVIE インフェルシアの花嫁 Mahō Sentai Majirenjā za mubī, Inferushia no Hanayome | Magiranger le film, la mariée d'Infershia                                      | 39 min. | 03 / 09 / 2005 |
| Boukenger    | 轟轟戦隊ボウケンジャー THE MOVIE 最強のプレシャス Gōgō Sentai Bōkenjā za mubī, Saikyō no Precious | Bôkenger, le film - le plus grand des trésors                                  | 33 min. | 05 / 08 / 2006 |
| Gekiranger   | 電影版 獣拳戦隊ゲキレンジャー ネイネイ!ホウホウ!香港大決戦 DenEiBan - Jūken Sentai Gekirenjā - Nei-Nei! Hō-Hō! Honkon Daikessen | Gekiranger le film, Nei-Nei! Hou-Hou! La grande bataille de Hong Kong          | 33 min. | 04 / 08 / 2007 |
| Go-onger     | 炎神戦隊ゴーオンジャー BUNBUN!BANBAN!劇場BANG!! Enjin Sentai Gōonjā - BUNBUN! BANBAN! GekijōBANG!! | BOOM BOOM! BANG BANG! Le Film BANG!!                                           | 35 min. | 09 / 08 / 2008 |
| Go-onger     | 劇場版 炎神戦隊ゴーオンジャー VS ゲキレンジャー Gekijōban Enjin Sentai Gōonjā tai Gekirenjā | Go-Onger le Film, Go-onger contre Gekiranger                                   | 50 min. | 24 / 01 / 2009 |
| Shinkenger   | 侍戦隊シンケンジャー 銀幕版 天下分け目の戦 Samurai Sentai Shinkenjā - Ginmakuban Tenka Wakeme no Tatakai |                                                                                |         | 08 / 08 / 2009 |
| Shinkenger   | 侍戦隊シンケンジャー VS ゴーオンジャー 銀幕BANG!! Samurai Sentai Shinkenjā tai Gōonjā - Ginmaku BANG!! | Shinkenger contre Go-onger, Le Film BANG!!                                     |         | 30 / 01 / 2010 |
| Goseiger     | 天装戦隊ゴセイジャー エピックON THEムービー Tensō Sentai Goseijā - Epikku on Za Mūbī |                                                                                |         | 07 / 08 / 2010 |
| Goseiger     | 天装戦隊ゴセイジャーVSシンケンジャー エピックon銀幕 Tensō Sentai Goseijā tai Shinkenjā Epikku on Gimaku | Goseiger contre Shinkenger                                                     |         | 22 / 01 / 2011 |
| Gokaiger     | * Gokaiger et Goseiger - Le Grand Combat des 199 héros des Super sentai (ゴーカイジャー ゴセイジャー スーパー戦隊１９９ヒーロー 大決戦, Gōkaijā Goseijā Sūpā Sentai Hyakukyūjūkyū Hīrō Daikessen) (L'histoire du film se situe entre les épisodes 16 et 17.) - Gokaiger - le film : le vaisseau fantôme volant (海賊戦隊ゴーカイジャーＴＨＥ ＭＯＶＩＥ空飛ぶ幽霊船, Kaizoku Sentai Gōkaijā Za Mūbī Sora Tobu Yūreisen) (L'histoire du film se situe entre les épisodes 23 et 24.) - Gokaiger contre Gavan - le film (海賊戦隊ゴーカイジャーＶＳ宇宙刑事ギャバンＴＨＥ ＭＯＶＩＥ, Kaizoku Sentai Gōkaijā Tai Uchū Keiji Gyaban Za Mūbī) (L'histoire du film se situe entre les épisodes 46 et 47.) - Kamen Rider × Super Sentai - le grand combat des super-héros (仮面ライダー×スーパー戦隊 スーパーヒーロー大戦, Kamen Raidā × Sūpā Sentai: Sūpā Hīrō Taisen) - Go-Busters contre Gokaiger - le film (特命戦隊ゴーバスターズＶＳ海賊戦隊ゴーカイジャーＴＨＥ ＭＯＶＩＥ, Tokumei Sentai Gō-Basutāzu Tai Kaizoku Sentai Gōkaijā Za Mūbī) - Kamen Rider × super Sentai × Shérif de l'espace - le grand combat des super-héros Z (仮面ライダー×スーパー戦隊×宇宙刑事 スーパーヒーロー大戦Ｚ, Kamen Raidā × Sūpā Sentai × Uchū Keiji: Supā Hīrō Taisen Zetto) |                                                                                |         |                |
| Gokaiger     | |                                                                                |         |                |

## Exclusivités vidéo
Ces exclusivités vidéo correspondaient jusqu'en 2009 uniquement à des cross-over entre deux groupes Super Sentai, ces exclusivités se passent généralement pour des saisons qui se suivent. Il existe cependant des crossovers spécifiques lors des saisons anniversaires, par exemple les 25 ans du Super Sentai : Hyakujū Sentai Gaoranger contre Super Sentai, les 30 ans du Super Sentai : GoGo Sentai Boukenger contre Super Sentai. Depuis 2010 (et occasionnellement en 1999), les V CINEMA consistent également à des films épilogues divers.
| Série                   | Titre | Traduction française                                                    | Durée   | Date d'édition |
| Ohranger                | 超力戦隊オーレンジャー オーレVSカクレンジャー Chōriki sentai Ōrenjā : Ōre tai Kakurenjā                                     | Ohranger, l'Escadron des Super-Pouvoirs : Olé Contre Kakuranger         | 45 min. | 08 / 03 / 1996 |
| Carranger               | 激走戦隊カーレンジャーVSオーレンジャー Gekisō Sentai Kārenjā tai Ōrenjā                                                     | Carranger, l'Escadron à Fond la Caisse Contre Ohranger                  | 45 min. | 14 / 03 / 1997 |
| Megaranger              | 電磁戦隊メガレンジャー VS カーレンジャー Denji Sentai Megarenjā tai Kārenjā                                                 | Denji Sentai Megaranger contre Carranger                                | 45 min. | 13 / 03 / 1998 |
| Gingaman                | 星獣戦隊ギンガマン VS メガレンジャー Seijū Sentai Gingaman tai Megarenjā                                                    | Seijū Sentai Gingaman contre Megaranger                                 | 45 min. | 12 / 03 / 1999 |
| Kyūkyū Sentai GoGo Five | 救急戦隊ゴーゴーファイブ 激突! 新たなる超戦士 Kyūkyū Sentai Gōgōfaibu : Gekitotsu! Aratanaru Chō Senshi                     | Le choc! Apparition d'un nouveau super-guerrier                         | 45 min. | 09 / 07 / 1999 |
| GoGo Five               | 救急戦隊ゴーゴーファイブ VS ギンガマン Kyūkyū Sentai Gōgōfaibu tai Gingaman                                                 | Kyūkyū Sentai GoGo Five contre Gingaman                                 | 45 min. | 10 / 03 / 2000 |
| Mirai Sentai Timeranger | 未来戦隊タイムレンジャー VS ゴーゴーファイブ Mirai Sentai Taimurenjā VS Gōgōfaibu                                           | Mirai Sentai Timeranger contre GoGo Five                                | 45 min. | 03 / 09 / 2001 |
| Gaoranger               | 百獣戦隊ガオレンジャー VS スーパー戦隊 Hyakujū Sentai Gaorenjā tai Sūpā Sentai                                              | Hyakujū Sentai Gaoranger contre Super Sentai                            | 45 min. | 10 / 08 / 2001 |
| Hurricaneger            | 忍風戦隊ハリケンジャー VS ガオレンジャー Ninpū Sentai Harikenjā tai Gaorenjā                                                | Ninpū Sentai Hurricaneger contre Gaoranger                              | 45 min. | 14 / 03 / 2003 |
| Hurricaneger            | 忍風戦隊ハリケンジャー 10 YEARS AFTER Ninpū Sentai Harikenjā Ten Yāzu Afutā                                                 | Ninpū Sentai Hurricaneger: 10 ans après                                 |         | 09 / 08 / 2013 |
| Abaranger               | 爆竜戦隊アバレンジャー VS ハリケンジャー Bakuryū Sentai Abarenjā tai Harikenjā                                              | Bakuryū Sentai Abaranger contre Hurricanger                             | 45 min. | 12 / 03 / 2004 |
| Dekaranger              | 特捜戦隊デカレンジャー VS アバレンジャー Tokusō Sentai Dekarenjā tai Abarenjā                                               | Tokusō Sentai Dekaranger contre Abaranger                               | 45 min. | 21 / 03 / 2005 |
| Dekaranger              | 特捜戦隊デカレンジャー 10 YEARS AFTER Tokusō Sentai Dekaranger Ten Yāzu Afutā                                               | Tokusō Sentai Dekaranger: 10 ans après                                  |         | 2015           |
| Magiranger              | 魔法戦隊マジレンジャー VS デカレンジャー Mahō Sentai Majirenjā tai Dekarenjā                                                | mahousentai Magiranger contre Dekaranger                                | 45 min. | 03 / 10 / 2006 |
| Boukenger               | 轟轟戦隊ボウケンジャー VS スーパー戦隊 Gōgō sentai Bōkenjā tai Sūpā Sentai                                                  | GoGo Sentai Boukenger contre Super Sentai                               | 45 min. | 09 / 03 / 2007 |
| Gekiranger              | 獣拳戦隊ゲキレンジャー VS ボウケンジャー Jūken Sentai Gekirenjā tai Bōkenjā                                                 | Juken Sentai Gekiranger contre Boukenger                                | 45 min. | 21 / 03 / 2008 |
| Shinkenger              | 帰ってきた侍戦隊シンケンジャー 特別幕 Kaettekita Samurai Sentai Shinkenjā Tokubatsumaku                                     | Le Retour de Samurai Sentai Shinkenger - Acte Spéciale                  |         | 11 / 06 / 2010 |
| Goseiger                | 帰ってきた天装戦隊ゴセイジャー last epic Kaettekita Tensō Sentai Goseijā Rasuto Epikku                                      | Le Retour de Tensō Sentai Goseiger - Dernier epic                       |         | 2011           |
| Go-Busters              | 帰ってきた特命戦隊ゴーバスターズVS動物戦隊ゴーバスターズ Kaettekita Tokumei Sentai Gōbasutāzu tai Dōbutsu Sentai Gōbasutāzu | Le Retour de Tokumei Sentai Go-Busters contre Dobutsu Sentai Go-Busters |         | 2013           |
| Kyoryuger               | 帰ってきた獣電戦隊キョウリュウジャー 100 YEARS AFTER Kaettekita Jūden Sentai Kyōryūjā Handoreddo Yāzu Afutā                 | Le Retour de Zyuden Sentai Kyoryuger: 100 ans après                     |         | 2014           |

## Sentai amateurs
- Dai Nippon
- France Five
- Akiba Rangers